# Jordi Feliu i Nicolau
Jordi Feliu i Nicolau (Barcelona, 1 de maig de 1926 - Barcelona, 27 d'abril de 2012) fou un director, guionista i crític de cinema català.
Va treballar en l'àmbit del cinema amateur, el cinema industrial i el documental de caràcter polític. Va ser el director de Català a l'Escola, primera producció de l'Institut del Cinema Català i membre d'honor de l'Acadèmia del Cinema Català. També va ser el fundador amb Pere Balañá Espinós, Sergi Schaaf i Jordi Juyol del grup La Gente Joven del Cine Amateur, així com crític de cinema a les revistes Imágenes, Film Ideal, AFAL, L'Altro Cinema (Milà), entre d'altres.

## Biografia

### Infància
Jordi Feliu va néixer a Barcelona l'1 de maig de 1926. La relació que va tenir amb el cinema va començar des de ben petit, d'alguna manera ja feia guions i històries amb la seva germana quan jugaven a indis i vaquers. Amb 3 o 4 anys va ser quan va anar per primer cop a una sala de cinema gràcies a la seva mare, que era cinèfila, i des d'aquell moment ja va tenir clar què volia fer quan fos gran, tot i que no hi havia una indústria cinematogràfica establerta a Espanya i la Guerra Civil espanyola s'apropava. La preadolescència de Feliu va estar marcada per la guerra, ell i la seva família van haver d'anar a refugiar-se a la Floresta, a casa d'un company del pare. Durant aquells anys de guerra, i per tal de trobar una distracció, de manera involuntària va seguir formant-se llegint i dibuixant tebeos que, d'alguna manera, eren guions. Durant la postguerra, un altre cop instal·lats a Barcelona, va haver de sacrificar els estudis per poder treballar i ajudar a l'economia familiar. Treballava en una botiga de comestibles, però passava les hores imaginant històries.

### Carrera professional
El 1944, ja amb 18 anys, decideix definitivament que el què vol fer és cinema i envia cartes als seus referents Alfred Hitchcock, Orson Welles o José Luis Sáenz de Heredia demanant-los ajuda i consells, és clar que mai va rebre resposta, però Feliu estava decidit a continuar endavant. Malauradament el servei militar s'hi va interposar fins al 1949. Un cop acabada només tenia dues opcions per entrar al món del cinema, començar des de baix fent de meritori sense cobrar (opció que no es podia permetre per la situació econòmica) o treballar i iniciar-se pel seu compte durant els caps de setmana.
Així doncs, l'any 1950 comença a fer fotografies i fotonovel·la amb la seva germana i dos amics i Manuel del Arco, que tenia una secció de cinema al Diario de Barcelona, li dedica una pàgina sencera a les seves fotografies. A partir d'aquest moment contacten amb un altre noi que té una càmera i comencen a fer petits rodatges durant els caps de setmana. D'aquesta unió sorgeix el seu primer curt amateur, Pablo, que va guanyar el tercer premi del Concurs Nacional de Cinema Amateur l'any 1951. L'any següent, van presentar Quessar i van guanyar el segon premi de la mateixa categoria i el de millor guió i millor interpretació. Durant aquest mateix any crea el grup Gente Joven del Cine Amateur amb Pere Balañà, Jordi Juyol, Sergi Schaaff, Salvador Tort, Francesc Ibáñez i Joan Buixò, defensors de la idea que l'amateurisme era un camí per arribar al cinema professional. Durant els següents anys continua rodant curtmetratges com Adventum i La huella (1953), Concierto (1955) o El Puente (1956).
A causa de la falta d'indústria cinematogràfica a Barcelona, Feliu decideix l'any 1958 marxar a Madrid i entra a estudiar a l'Institut d'Investigacions i Experiències Cinematogràfiques. Allà coneix a Josep Maria Font-Espina. Amb ell va rodar el curtmetratge documental Cristo Fusilado (1961) amb el qual van guanyar el Premi Nacional de Curtmetratges i va rebre molt bona crítica. Aquesta va ser el primer de molts projectes que van dur a terme el tàndem “J.F.-J.F.”, com Tierra de todos (1961), guió que van escriure sobre dos soldats de bàndols oposats de la guerra civil i que va rodar Antonio Isasi-Isasmendi després de múltiples retallades i canvis per part del ministeri d'informació i turisme. Amb Isasi-Isasmendi també van col·laborar en el guió de Vamos a contar mentiras (1961) i van escriure El balcón de la Luna (1962) per a Luis Saslavsky i protagonitzat per Lola Flores i Carmen Sevilla.
Durant els anys 60, tant Jordi Feliu com Font-Espina ja vivien del cinema i començaven a fer-se un nom en la indústria, així que l'any 1964 es van proposar començar el rodatge de la seva primera pel·lícula, Diálogos de la paz (1965). Va comptar amb la participació de molts actors professionals i va rebre molt bones crítiques així com premis internacionals com el premi absolut dels OCIC. Després van escriure i dirigir l'any 1966, simultàniament, El arte de casarse i El arte de no casarse, protagonitzades per Concha Velasco i Alfredo Landa. La manera que tenien els dos de treballar era molt particular; Preparaven junts el rodatge, però un dia o una seqüència un d'ells dirigia als actors i l'altre s'encarregava dels aspectes tècnics i al següent dia o seqüència s'intercanviaven els rols.

### Etapa final iAlícia
L'any 1967 Jordi Feliu i Josep Maria Font-Espina decideixen emprendre camins diferents i Feliu s'introdueix en el món del cinema documental i publicitari. Durant aquesta etapa, que s'allargarà durant els anys 70 treballa per empreses com Matesa, Pirelli o Badcok and Wilcox, fet que li permet viatjar per tot el món. Durant aquesta època també roda alguns documentals sobre Catalunya com La Cerdanya (1974) o El català a l'escola (1977) i culminada amb el documental Som i serem (1981) on es fa un repàs a tota la història del país. Entremig, l'any 1975, filma el documental Barça, que explica la història del Futbol Club Barcelona per al seu 75è aniversari.
La seva última pel·lícula de ficció va ser l'obra més important de la seva carrera cinematogràfica, Alícia a l'Espanya de les meravelles (1979). Va ser finançada per ell i la seva dona i es tracta d'una adaptació de l'obra de Lewis Carroll Alícia al país de les meravelles ambientada a l'Espanya d'entre els anys 1936 i 1975. La pel·lícula, que representa una crítica al feixisme, va rebre molt bona crítica i va ser seleccionada per a la Quinzena de Realitzadors del Festival de Cannes i va estar present a festivals internacionals com el de Sitges, Nova York, Sao Paulo o Oporto.
El 27 d'abril de 2012 va morir a la seva ciutat natal als 85 anys.

## Filmografia
La filmografia de Jordi Feliu compta amb més de 15 projectes escrits o dirigits entre els anys 50 i l'any 1981. Algunes de les seves obres més importants foren:
- 1962: Tierra de todos (com a guionista)
- 1965: Diálogos de la paz (codirigida amb Josep Maria Font)
- 1966:
  - El arte de casarse (codirigida amb Josep Maria Font)
  - El arte de no casarse (codirigida amb Josep Maria Font)
- 1974: Barça, 75 años de historia del Fútbol Club Barcelona
- 1978: Alícia a l'Espanya de les meravelles
- 1981: Som i serem